# La mainadera ninja
La mainadera ninja (títol original, Ninja Nanny) és una sèrie de televisió neerlandesa del 2019 dirigida per Sia Hermanides i Alieke van Saarloos. La segona temporada va començar a la tardor del 2021. S'ha doblat al català pel canal SX3, que va començar a emetre-la el juny de 2023.

## Repartiment
Els papers de la sèrie són interpretats per:
| Personatge    | Neerlandès            | Català           |
| ------------- | --------------------- | ---------------- |
| Hunter        | Gina Spadaro          | Carla Torres     |
| Farah         | Denise Aznam          | Carla Mercader   |
| Denny         | Eva van de Wijdeven   | Meritxell Sota   |
| Stanley       | Edwin Jonker          | Lluís Nicolau    |
| baby New York | Faye Goommans         |                  |
| baby New York | Sam Pijma             |                  |
| baby New York | Omar Verno Smin       |                  |
| baby New York | Jominy van der Valk   |                  |
| Chanel        | Chloe Bouterse        | Elena Barra      |
| Shanice       | Imanuelle Grives      | Rosa Guillén     |
| Joaquim       | Yassin van Veenendaal | Sergi Mani       |
| Jonkheer      | John Leddy            | Pep Sais         |
| Van der Kraai | Bas Keijzer           | Alfonso Vallés   |
| Christa       | Dana Goldberg         | Laura Jarra      |
| Blanchette    | Chaja van Emde Boas   |                  |
| Fleurine      | Zaya Sainaa           |                  |
| Dimitri       | Michael Knaap         | Ferran Carnicero |
| Jan Fred      | Rohan Timmermans      | Alex Molina      |
| Leraar        | Roben Mitchell        |                  |
| Gymleraar     | Max van den Burg      |                  |
| Melanie       | Victoria Koblenko     | Berta Cortés     |